# Sent Lobés
Sent Lobés (en francès Saint-Loubès) és un municipi francès situat al departament de la Gironda i a la regió de la Nova Aquitània.

## Demografia
| 1962                                       | 1968  | 1975  | 1982  | 1990  | 1999  | 2007  |
| ------------------------------------------ | ----- | ----- | ----- | ----- | ----- | ----- |
| 3.068                                      | 3.328 | 4.027 | 4.956 | 6.207 | 7.090 | 7.710 |
| Des de 1962: població sense dobles comptes |       |       |       |       |       |       |

## Administració
| Període   | Identitat     | Partit |
| --------- | ------------- | ------ |
| 1971-2008 | Serge Roux    |        |
| 2008-     | Pierre Durand |        |

## Personatges il·lustres
- Max Linder